# Ciega a citas (serie de televisión)
Ciega a citas fue una serie de televisión de género cómico, producida por Mediaset España en colaboración con Big Bang Media para su emisión en Cuatro.
La ficción, estrenada el 10 de marzo de 2014 y protagonizada por Teresa Hurtado y Álex Gadea, está inspirada en la telenovela argentina del mismo nombre creada por Carolina Aguirre y protagonizada por Muriel Santa Ana.
Esta producción es la primera apuesta de ficción propia del canal desde que terminaran Valientes en 2010.
En el período de verano la serie bajó considerablemente en espectadores y se vio perjudicada por su principal rival, Zapeando, por lo que la cadena decidió no renovar la serie por una tercera temporada.
En 2015 fue nominada en los Premios Emmy Internacionales.

## Sinopsis
Ciega a citas es la historia de Lucía (Teresa Hurtado De Ory), que tiene 30 años, está soltera, tiene un trabajo de periodista donde no se siente valorada, tiene sobrepeso y una hermana menor por parte de madre, Irene (Arancha Martí), que no solo es perfecta sino que está a punto de casarse. Cuando anuncia la noticia, su madre, Maruchi (Elena Irureta) hace una apuesta con Irene: Si Lucía no llega sola, gorda y vestida de negro al día de la boda, mientras hacen esa apuesta la protagonista se entera, y entonces ella apuesta con su madre que si ella llega al día de la boda, con novio, con unos kilos menos y sin vestir de negro se quedará con la casa de la abuela, y ahí comienzan sus desventuras de 275 días para conseguir un novio que le acompañe a la ceremonia.

## Reparto

### Reparto principal
- Teresa Hurtado de Ory - Lucía González Soler (Episodio 1 - Episodio 140)
- Álex Gadea - Sergio Feo (Episodio 1 - Episodio 140)
- Octavi Pujades - Carlos Rangel (Episodio 1 - Episodio 140)
- Elena Irureta - Maruchi Soler (Episodio 1 - Episodio 140)
- Arancha Martí - Irene Zabaleta Soler (Episodio 1 - Episodio 140)
- Joaquín Climent - Francisco Zabaleta (Episodio 1 - Episodio 140)
- Luis Fernando Alvés - Ángel González Martínez (Episodio 1 - Episodio 140)
- Belinda Washington - Pilar "Piluca" Aranda Serrano (Episodio 1 - Episodio 140)
- Ramón Pujol - Miguel Ayala (Episodio 1 - Episodio 140)
- Marta Nieto - Natalia Valdecantos (Episodio 1 - Episodio 140)

### Reparto secundario
Miguel Diosdado - Rodrigo Carrión (Episodio 1-140)
Rubén Sanz - Raúl Estévez (Episodio 1-140)
Jorge Roelas - Adolfo Morcillo (Episodio 1-140)
Rebeca Sala - Krispula "Kris" (Episodio 1-140)
Nico Romero - Simón Phillppe Lozano (Episodio 1-140)
- Miguel Guardiola - José "Pepe" Quiñones (Episodio 1 - Episodio 139)
- Luis Cao - Arturo Riquelme (Episodio 1 - Episodio 139)
- Carlos Manuel Díaz - Don Pablo Valdecantos (Episodio 1 - Episodio 139)
- Javier Mejía - Novoa (Episodio 1 - Episodio 139)
- Javier Antón - Sátur (Episodio 4 - Episodio 140)
- Víctor Massán - Fabio (Episodio 6 - Episodio 55)
- Inma Isla - Petra (Episodio 13; Episodio 26; Episodio 89 - Episodio 94; Episodio 131 - Episodio 133; Episodio 135 - Episodio 140)
- Gonzalo Ramos - Víctor (Episodio 18 - Episodio 29)
- Álex Hernández - Manuel "Lolo" (Episodio 21 - Episodio 140)
- Adriana Torrebejano - Beatriz "Bea" (Episodio 21 - Episodio 130)
- Andrea Dueso  - Vanesa "Vane" (Episodio 27 - Episodio 70)
- Carmen Arévalo - Elena (Episodio 29 - Episodio 86)
- Mon Ceballos - Alonso Alonso (Episodio 36 - Episodio 130)
- Jorge Suquet - Jorge Valdecantos (Episodio 41 - Episodio 65)
- Norma Ruiz - Laura (Episodio 41 - Episodio 42; Episodio 45; Episodio 51 - Episodio 52; Episodio 54; Episodio 56; Episodio 73; Episodio 76; Episodio 84; Episodio 101)
- Elena Ballesteros - Rebeca de la Torre (Episodio 72 - Episodio 94)
- Carolina Bang - Covadonga "Cova" García (Episodio 87 - Episodio 130)
- Pablo Puyol - Alberto (Episodio 91 - Episodio 130)
- Eva Marciel - Margarita "Marga" (Episodio 96 - Episodio 120)
- Miriam Benoit - Paola (Episodio 105 - Episodio 129)
- Javier Ambrossi - Cristiano (Episodio 111 - Episodio 135)
- Ainhoa Santamaría - Inés (Episodio 116 - Episodio 129)
- Fran Nortes - Juan (Episodio 116 - Episodio 129)
- Maria Rey - Agustina "Tina".

### Reparto recurrente
- Álex Adróver - Adrián Armero (Episodio 4 - Episodio 6; Episodio 43)
- Cristina Urgel - Alba Mínguez (Episodio 11 - Episodio 16; Episodio 34; Episodio 36 - Episodio 37; Episodio 40)
- Gonzalo Kindelán - Nuno (Episodio 22 - Episodio 25)
- Arlette Torres - Lucrecia Trujillo (Episodio 37 - Episodio 45)
- Eduardo Aldán - Gustavo (Episodio 51 - Episodio 61)
- Cristina Serrato - Nora Domínguez (Episodio 53 - Episodio 64)
- Oriol Tarrasón - Marcos (Episodio 56 - Episodio 60)
- Marta Calvó - Araceli (Episodio 67 - Episodio 70)
- Raúl Peña - David (Episodio 70 - Episodio 75; Episodio 136 - Episodio 139)
- Carlos García - Xavi (Episodio 76 - Episodio 81; Episodio 86 - Episodio 87)
- Maggie Civantos - Sonia (Episodio 77 - Episodio 79; Episodio 82; Episodio 84 - Episodio 85)
- Elisa Lledó - Elisa "Eli" Romero (Episodio 85 - Episodio 95)
- Iván Morales - Jaime Gálvez (Episodio 89 - Episodio 94)
- Ana Rujas - Remedios "Reme" (Episodio 100 - Episodio 105)
- Daniel Pérez Prada - Ramón (Episodio 100 - Episodio 108)
- Alba Messa - Amiga de Ana (Episodio 103 - Episodio 104)
- Yara Puebla - Cristina Pastor (Episodio 103 - Episodio 105)
- Esmeralda Moya - Ana (Episodio 103 - Episodio 114)
- Roger Berruezo - Rosauro (Episodio 111 - Episodio 115)
- Raúl Mérida - Antonio "Toño" (Episodio 116 - Episodio 120)
- Paca López - Marta (Episodio 124 - Episodio 128; Episodio 140)

#### Con la colaboración especial de
- María Garralón - Abuela de Lucía (Episodio 8)
- María José Alfonso - Doña Asunción (Episodio 12 - Episodio 15; Episodio 106 - Episodio 123)
- Jordi González - Él mismo (Episodio 54)
- Antonio Resines - Rafael "Rafa" (Episodio 54 - Episodio 64; Episodio 70)
- Lolita Flores - Fernanda (Episodio 59)
- Silvia Tortosa - Amparo (Episodio 90 - Episodio 99)
- Antonio Dechent - Don Cosme (Episodio 106 - Episodio 110; Episodio 113)
- Juanma Rodríguez - Chico liberal (Episodio 110)
- Roberto Álvarez - Antonio (Episodio 116 - Episodio 120)
- Javivi- César Carrión (Episodio 124 - Episodio 128)

## Episodios y audiencias
| Temp. | Temp. | Episodios | Estreno              | Final                    | Audiencia media | Audiencia media | Audiencia media |
| Temp. | Temp. | Episodios | Estreno              | Final                    | Espectadores    | Cuota           |                 |
| ----- | ----- | --------- | -------------------- | ------------------------ | --------------- | --------------- | --------------- |
|       | 1     | 60        | 10 de marzo de 2014  | 3 de junio de 2014       | 840 000         | 6,8%            |                 |
|       | 2     | 60        | 4 de junio de 2014   | 28 de agosto de 2014     | 712 000         | 5,9%            |                 |
|       | 3     | 20        | 29 de agosto de 2014 | 26 de septiembre de 2014 | 732 000         | 5,8%            |                 |
| Total | Total | 140       | 10 de marzo de 2014  | 26 de septiembre de 2014 | 761 000         | 6,2%            |                 |

## Adaptaciones derivadas
Soltera otra vez fue el título de la versión chilena que se estrenó con éxito el 27 de mayo de 2012, a las 23:00, por la emisora Canal 13. La ficción se convirtió en la teleserie más vista de ese canal en los últimos años. El 5 de septiembre del mismo año, su episodio final, obtuvo 36,9 puntos de índice de audiencia.
 La versión polaca fue estrenada el lunes 5 de octubre del 2015 a las 17:25 en TVN, con el nombre de "Singielka" y protagonizada por Paulina Chruściel.